# Inguši
Inguši su kavkaski narod iz grupe Naha, srodan Čečenima, koji pretežno živi u Rusiji, odnosno u autonomnoj republici Ingušetiji, u kojoj čini oko 77 % stanovništva. Inguši su većinom islamske vjeroispovijedi, a govore inguškim jezikom, koji spada u nahsku grupu sjevernokavkaske porodice jezika.
Inguša ukupno ima oko 192.000.
Za vrijeme drugog svjetskog rata i njemačkog prodora na Kavkaz, Staljin je optužio Inguše za suradnju s Trećim Reichom. Zbog toga su Inguši bili deportirani u Sibir i današnji Kazahstan. Tada je, po nekim procjenama, stradalo oko dvije trećine svih Inguša.
Tek nakon procesa destaljinizacije, godine 1957., Inguši su rehabilitirani i dozvoljen im je povratak na Kavkaz. No, u međuvremenu su se na njihova područja naselili Oseti, a dio zemlje postao teritorij Sjeverne Osetije.
Zbog svega toga je, nakon propasti SSSR-a, u listopadu 1992. došlo do žestokih sukoba između Inguša i Oseta, tijekom kojih je iz Sjeverne Osetije prognano na desetine tisuća Inguša. 
Inguši su, zbog jezične bliskosti i rodbinskih veza, 1990-ih iskazivali velike simpatije prema Čečenima, iako sama Ingušetija nije jednostrano proglasila nezavisnost.

## Vanjske poveznice
- Ингуши - Россия, Russia